# Lophoruza cretonia
Lophoruza cretonia là một loài bướm đêm trong họ Noctuidae.